# 수브하

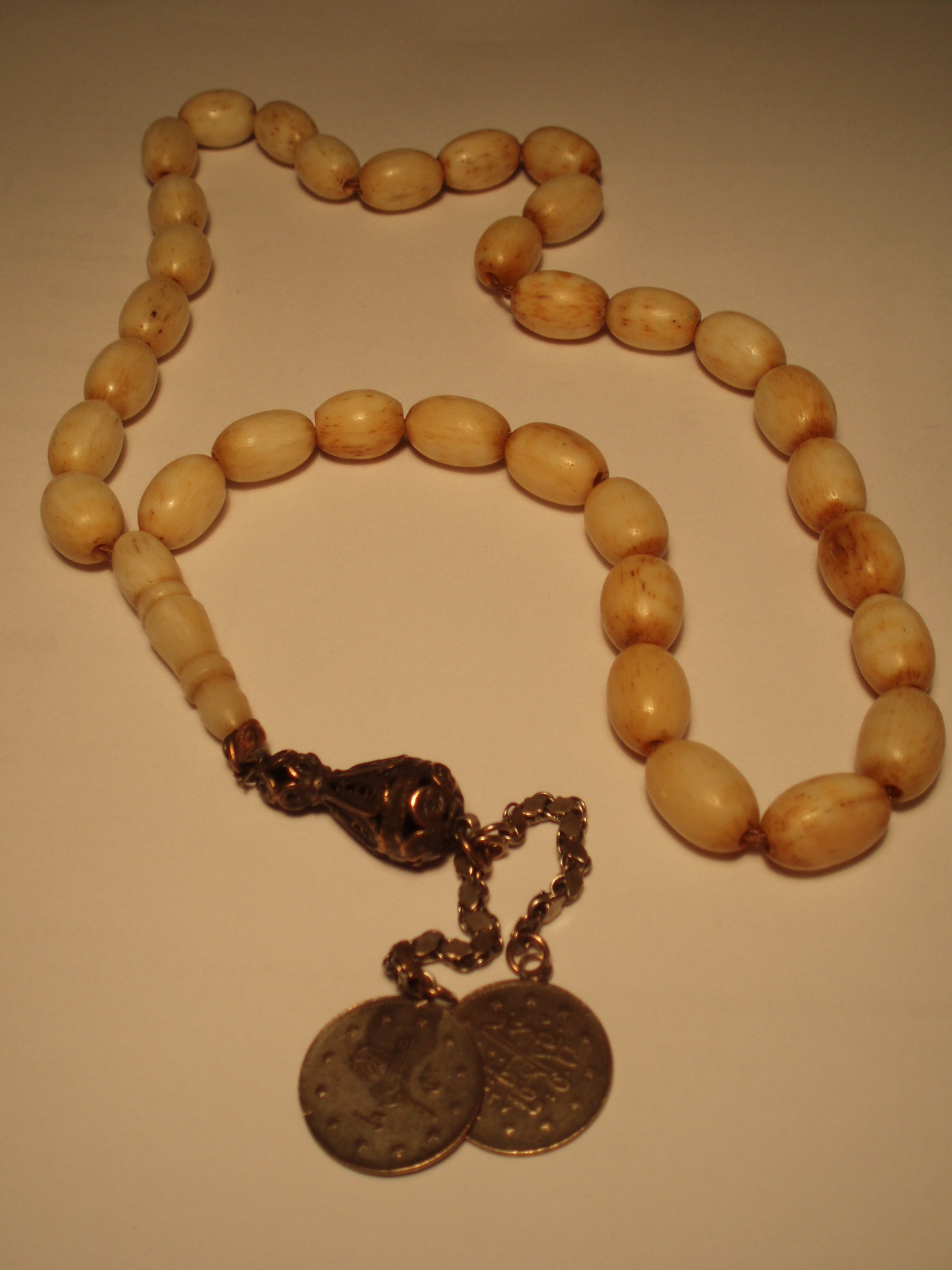
수브하의 모습

수브하(아랍어: سبحة) 또는 미스바하(아랍어: مسبحة), 타스비흐(Tasbih)는 이슬람교에서 사용되는 기도를 돕는 도구이다.

## 사용
수브하는 알라의 이름을 기억하며 계속해서 샤하다 등을 말하는 디크르 의식 중에서 타스비흐(염원)를 할 때 사용한다. 특히 수피 종단에서 종종 사용한다.
수브하는 원칙적으로 99개의 구슬을 엮어 만드는데, 이 구슬은 각각 꾸란에 적혀 있는 알라의 99가지 이름을 의미한다. 그러나 99개의 구슬은 하나로 잇기에 너무 많기 때문에 때로 33개 혹은 66개의 구슬로 수브하가 제작되기도 한다. 수브하의 재료로 쓰이는 것은 나무, 마노, 호박, 진주, 플라스틱, 유리, 상아 등 다양하다.

## 같이 보기
- 묵주
- 성공회 묵주
- 동방 정교회 묵주